# ベルギー領コンゴ

ベルギー領コンゴ
Colonie du Congo belge (フランス語)
Belgisch-Kongo (オランダ語)

国の標語: Travail et Progrès（フランス語）
労働と前進国歌: La Brabançonne（フランス語）
ブラバントの歌

ベルギー領コンゴ（ベルギーりょうコンゴ）は、かつてアフリカに存在したベルギーの植民地である。現在のコンゴ民主共和国を領域とする。ベルギー国王レオポルド2世が、その私領コンゴ自由国の支配権をベルギー政府に委譲した1908年11月15日から、コンゴ民主共和国として独立する1960年6月30日まで存在した。

## 植民地評議会
レオポルド2世はコンゴに対する圧政により厳しい国際的非難を浴び、コンゴの支配権を放棄した。コンゴは、ベルギー議会が1907年11月28日に、国王が次の年の9月に調印した条約によりベルギーに併合された。コンゴはボマに駐在する総督と何人かの副総督によって統治されることになった。ブリュッセルには植民地大臣を議長とする植民地評議会がおかれコンゴに対する支配を監督した。植民地評議会は14名の委員で構成され、うち3名は上院によって、8名は下院によって、3名は国王によって任命された。コンゴは15の行政区画に分割され、予算は毎年ベルギー議会によって審議された。
コンゴの教育はカトリック教会やプロテスタント等により担われた。初等教育はサブサハラアフリカの植民地としては就学率が高かったが、高等教育は乏しく、最初の総合大学であるイエズス会系のロバニウム大学が設立されたのはベルギー統治末期の1954年だった。このためベルギー領コンゴがコンゴ民主共和国として独立した時には高等教育修了者が十数名しかおらずその後の国家運営に深刻な支障を来した。6歳から14歳までの児童の就学率は1940年において12%であり54年には37％だった。教育内容はキリスト教やヨーロッパの価値観を反映したものであった。いくつかの民族言語を交ぜあわせた共通語が展開した教会勢力によって広められ、それが今日のリンガラ語となった。植民地政府はインフラ整備を伴う経済再編成を推進した。

## マンハッタン計画と秘密協定
マンハッタン計画ではユニオン・ミニエール専務のエドガー・サンジエが重責を担った。1940年、彼はウラン鉱石をアメリカ合衆国へ集中輸送した。
1944年6月13日、フランクリン・ルーズベルト米大統領とウィンストン・チャーチル英首相はケベック協定に基づき、ワシントンD.C.にCombined Development Trustを設立する合意文書を作成した。このトラストには、アメリカ・イギリス・カナダがそれぞれ2人ずつ代表を送った。議長は合衆国代表が務めた。このトラストはユニオン・ミニエールと三つの契約を交わした。9月の契約は、カナダとのラジウム生産競争に負け、1935年に閉山していたユニオン・ミニエールをトラストが必要経費を負担して再開させるというものであり、トラストがユニオン・ミニエールから鉱石を購入する際の単価も決められていた。残り二つの契約は、時系列に沿って叙述するために、次のベルギー政府を相手取った交渉を書いてから説明する。
1944年末、ベルギー政府は以後十年間にわたりアメリカとイギリスのみにベルギー領コンゴのウラン鉱石を売却することを約束した。9月19日に暫定取決めの先行したこの約束は旨みが薄く思われた。九条(a) は商業エネルギー利用の開始から英米に対等な条件でベルギーの参加を認めるとしていた。しかし、他には何も国益を見出せなかった。国民に顔向けできないばかりか、ウランの産出そのものに対する国際世論の風当たりも強かったので、契約内容は特定秘密であった。
1945年10月、トラスト＝ユニオン・ミニエール間で残り二つの契約が結ばれた。一つは鉱石1万トンをポンドあたり1.9ドルで購入することとした。もう一つは1956年に政府間の協定が失効するまでなるべく多く採掘すること、代金がドル建てとポンド建て半々となること、軍事利用されることを定めていた。1946年初頭にベルギーがウラン供給を国有化する法案を提出したので、ベルギー首相は議会を解散させ、自動的廃案へもっていった。ベルギー領コンゴのウラン事業はエドガーの活躍もあって軌道に乗りだした。